# Dar al-Hajar

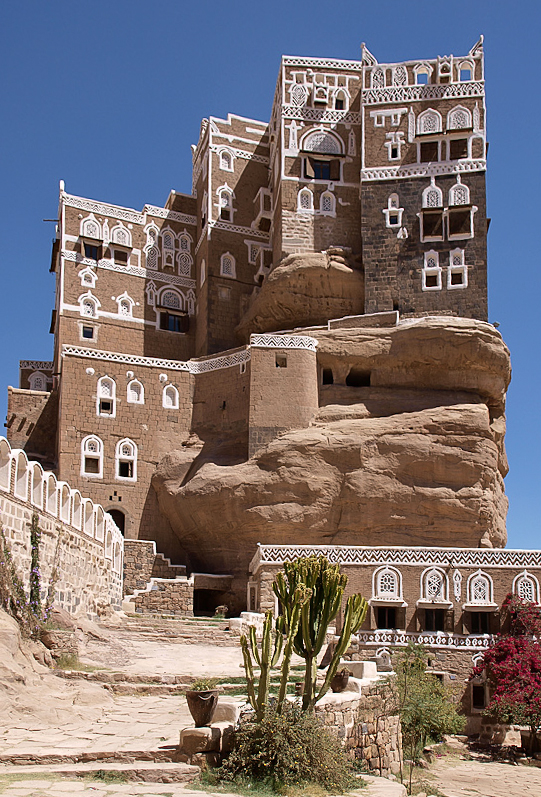
Palacio Dar al-Hajar (2009)

Dar al-Hajar (en árabe: دار الحجر‎   , "palacio de piedra") es un antiguo palacio real ubicado en Wadi Dhar a unos 15 kilómetros (9 mi) de Saná, la capital de Yemen. Construido en la década de 1920 como retiro de verano de Yahya Muhammad Hamid ed-Din, gobernante de Yemen de 1904 a 1948, se asienta sobre una estructura construida en 1786 para el erudito al-Imam Mansour. El palacio permaneció en manos de la familia real hasta la revolución de Yemen de 1962 y es ahora un museo. En 1974, Pier Paolo Pasolini utilizó el palacio como hogar de la princesa Dunya para su película Las mil y una noches.